# فقط برای مردان
فقط برای مردان (عربی مصری: للرجال فقط) یک فیلم به کارگردانی محمود ذوالفقار است که در سال ۱۹۶۴ منتشر شد. از بازیگران آن می‌توان به نادیا لطفی اشاره کرد.